# Легенда Г'ю Гласса
«Легенда Г'ю Гласса», також «Уцілілий» (англ. The Revenant) — американський драматичний фільм-трилер, знятий Алехандро Гонсалесом Іньярріту за однойменним романом Майкла Панке 2002 року видання, який ґрунтувався на подіях із життя реального персонажа — колоніста Г'ю Гласса. У головних ролях — Леонардо Ді Капріо, Том Гарді, Вілл Поултер і Донал Глісон. Прем'єра стрічки в Україні відбулась 7 січня 2016 року. Фільм розповідає про колоніста Г'ю Гласса, який стає на шлях помсти тим, хто залишив його помирати від ран, отриманих у сутичці з ведмедем.

## Назва фільму
В оригіналі фільм називається «The Revenant». Таким терміном в англомовному світі називають людей, що пережили клінічну смерть і повернулися з того світу (також таких, яких уважали померлими; іноді — як синонім слова «зомбі», «привид» і подібних). Назва фільму також відсилає до однойменної книги-роману «The Revenant: A Novel of Revenge» авторства Майкла Панке, на основі якої знятий фільм. В Україні, зважаючи на можливі втрати змісту при перекладі, те, що більшість українців не знайомі з біографією Г'ю Гласса, не читали книгу, та тому, що в основу фільму покладені історичні й біографічні події, фільм транслювався під назвою «Легенда Г'ю Гласса». Під такою назвою фільм демонструвався лише в Україні.
В українському сегменті Netflix фільм демонструється під назвою «Уцілілий».

## Сюжет
Події відбуваються в першій третині XIX століття на північному заході Північної Америки. Г'ю Гласс із сином та іншими мисливцями полює в лісах на бобрів задля їхнього хутра. Несподівано на табір мисливців нападають індіанці арікара, вбиваючи багатьох із них. Г'ю з кількома товаришами відбиваються від індіанців та добігають до човна, на якому тікають. Джон Фіцджеральд, який недолюблює Г'ю та його сина Гоука, народженого індіанкою, намагається врятувати хутра, за які тільки й живе. Група відривається від індіанців і прямує до форту Кіова. Тим часом індіанці переслідують їх, шукаючи викрадену дочку вождя Арікари, Поваґу.
Мисливці зупиняються на березі. Гласс, відійшовши від табору, натрапляє на ведмедицю. Звір нападає на Г'ю та сильно ранить його. Група розділяється надвоє, з тяжко пораненим Глассом залишаються його син і двоє мисливців — Джон Фіцджеральд і Джим Бріджер. Вони думають, що поранений не виживе й хоча далі несуть його, сподіваються дочекатися смерті Гласса та поховати його. Але натомість Фіцджеральд убиває Гоука й переконує Бріджера кинути помираючого Гласса. Всупереч обставинам Гласс виживає й долає шлях, повний мук і небезпек, щоб помститися за зраду.
Гласс подорожує засніженими лісами, рятуючись від холоду та індіанців, пробує добути їжу, ловить рибу. Від індіанця, чию мову він знає, Гласс дізнається, що Поваґу викрали французи, у яких плем'я вимінювало оленячі шкури на коней. Гласс пробирається до табору французів та краде коня, заразом звільняючи Поваґу. Після чергової сутички з індіанцями, він падає зі скелі на ялини і його кінь розбивається. Щоб не замерзнути насмерть у заметілі, Гласс змушений сховатися в туші коня. Тим часом Фіцджеральд дізнається, що витрати на його експедицію за хутром виявилися надто високими. Таким чином він не отримає грошей і навіть лишається в боргах.
Зрештою Гласс добирається до табору, де серед його вцілілих товаришів є і Фіцджеральд із Бріджером. Дізнавшись про порятунок Гласса, Фіцджеральд тікає з табору, викравши гроші. Після недовгого переслідування Гласс, нарешті, наздоганяє Фіцджеральда й між ними починається бійка. Гласс важко ранить Фіцджеральда та залишає його індіанцям, котрі супроводжують поглядом тіло його кривдника, що пропливає річкою повз них. Арікара з Поваґою ідуть звідти, не займаючи Гласса, а той, поранений, прямує в гори, де бачить дух своєї дружини.

## У ролях

### Акторський склад
- Леонардо Ді Капріо — Г'ю Гласс
- Том Гарді — Джон Фіцджеральд
- Донал Глісон — Ендрю Генрі
- Вілл Поултер — Джим Бріджер[en]
- Пол Андерсон — Андерсон
- Лукас Гаас[en] — Джонс
- Грейс Дав — дружина Гласса

### Український дубляж
- Переклад: Надії Вальнюк (Бойван)
- Режисер дубляжу: Катерина Брайковська
- Звукорежисер: Антон Семикопенко
- Менеджер проєкту: Ірина Туловська
- Ролі дублювали: 
  - Г'ю Гласс – Андрій Твердак
  - Джон Фіцджеральд –  Дмитро Гаврилов
  - Капітан Ендрю Генрі – Дмитро Сова
  - Гоук – Павло Лі
  - Фрімен – Михайло Кришталь
  - Бріджер – Юрій Сосков
  - Андерсон – Михайло Жонін
  - Мерфі – Володимир Канівець
  - Стабі Біл – Дмитро Завадський
  - Джонс – Андрій Соболєв
  - Бун – Дмитро Тварковський
  - Дейв Вунд – Матвій Ніколаєв
  - Вестон – Денис Толяренко
  - Бекет – Дмитро Бузинський
  - Французький трапер – Андрій Альохін
  - Диктор – Кирило Нікітенко
  - та інші.
- Фільм дубльовано студією Postmodern, зміксовано студією Deluxe Media.

## Виробництво
- Задум екранізації роману Майкла Панке про мисливця, який пережив напад грізлі, з'явився в сценариста і продюсера Аківи Голдсмана у 2001 році. З різних причин виробництво фільму відкладалося, а сценарій переписувався кілька разів. Стрічкою пробували зайнятися продюсери Стів Голін і Арнон Мілчен, але кілька режисерів і акторів пішли з проєкту. Лише у 2011 році до фільму залучили Алехандро Гонсалеса Іньярріту, Леонардо Ді Капріо і Шон Пена. Однак через інші проєкти й пошуки фінансування фільмування відкладалося. Зрештою, Пен роботи не дочекався, а його місце зайняв Том Гарді.

- Зйомки стартували у вересні 2014 року, і планувалося завершити їх за 7 місяців. Зйомки було вирішено проводити виключно в реальних місцевостях без павільйонів і використання технології хромакею. На темпах роботи позначився обраний авторами метод зйомки сцен у хронологічному порядку, що до того ж додало 7 млн доларів до кошторису. Іньярріту прагнув показати плавний перехід краєвидів від осені до зими, допомогти акторам передати розвиток психічного стану персонажів. Погода виявилася непередбачуваною, з морозами, коли був потрібний просто сніг, і теплом, коли вимагалися морози. Через це команді кілька разів доводилося згортатися та шукати інші місця зйомок. Потрібні майданчики знаходились у глушині, і лише на доставку їх вертольотами щоденно втрачалося не менше 40% часу.

- Більшу частину сцен вдалося відзняти в Канаді: Скелясті гори, гора Фортрес, вулкан Касл Рок, річка Боу, долина Скуаміш з дощовими лісами й канадські праліси. Для екстремальних річкових зйомок група перемістилася до США, в штат Монтана на річку Кутеней. Її течія була безпечнішою, вода теплішою. З наближенням літа в Північній Америці не було потрібних зимових умов, тож група рушила в Південну Америку – на Вогняну Землю. Там знімалися фінальні сцени з поєдинком головних Гласса та Фіцджеральда.

- Ді Капріо почасти особисто пережив тягарі свого персонажа: ходив у мокрому ганчір’ї при -25, їздив верхи, їв сиру рибу і печінку бізона, розпалював вогнище без сірників, стріляв з рушниці двохсотлітньої давності, завчав репліки мовою індіанців. Також Ді Капріо наполіг на тому, щоб зніматися в одній з найнебезпечніших сцен – сплаві гірською річкою. Грим, який передає рани, щоденно забирав у Ді Капріо по 4-5 годин. Борода, яку довелося відрощувати пів року, заважала і вимагала ретельного догляду.

- На зйомках не постраждала жодна тварина, всі мертві звірі в кадрі були макетами. Для зйомки нападу ведмедя автори поспілкувалися з зоологами й переглянули десятки  відео сутичок ведмедів і людей. На вивчення, постановку і відпрацювання хореографії хижака і жертви у каскадерів пішло кілька місяців. На майданчику сцена робилася з допомогою тросів, якими переміщали Ді Капріо і каскадерів, які хапали актора там, де передбачалися поранення лапами й укуси. Щоб зняти лавину, на схил гори з вертольота скинули вибухівку.

- Хоча Іньярріту принципово відмовлявся від використання хромакею і візуальних ефектів, деякі сцени були неможливі без них, такі як напад ведмедя[7].

## Сприйняття

### Критика
Фільм «Легенда Г'ю Гласса» отримав позитивні відгуки від критиків. На вебсайті Rotten Tomatoes стрічка має рейтинг 82 % за підсумком 285 рецензій критиків, а його середній бал становить 8/10. На Metacritic фільм отримав 76 балів зі 100 на підставі 50 рецензій, що вважається «загалом схвальним».

### Касові збори
В Україні упродовж першого тижня на фільм було продано 116 444 квитки, фільм був показаний у 186 кінотеатрах і зібрав 8 мільйонів гривень, або ж 346 тисяч доларів, що на той час дозволило йому зайняти перше місце серед усіх прем'єр.
Під час допрем'єрного показу у США, що розпочався 25 грудня 2015 року, упродовж першого тижня фільм був показаний у 4 кінотеатрах і зібрав 475 тисяч доларів, що на той час дозволило йому посісти 23-тє місце серед усіх прем'єр.

## Визнання
| Нагороди та номінації фільму «Легенда Г'ю Гласса» | Нагороди та номінації фільму «Легенда Г'ю Гласса» | Нагороди та номінації фільму «Легенда Г'ю Гласса» | Нагороди та номінації фільму «Легенда Г'ю Гласса»                                       | Нагороди та номінації фільму «Легенда Г'ю Гласса» | Нагороди та номінації фільму «Легенда Г'ю Гласса» | Нагороди та номінації фільму «Легенда Г'ю Гласса» |
| Рік                                               | Нагорода                                          | Категорія                                         | Номінант                                                                                | Результат                                         | Дж                                                |                                                   |
| ------------------------------------------------- | ------------------------------------------------- | ------------------------------------------------- | --------------------------------------------------------------------------------------- | ------------------------------------------------- | ------------------------------------------------- | ------------------------------------------------- |
| 2016                                              | Премія «Золотий глобус»                           | Найкращий фільм (драма)                           | «Легенда Г'ю Гласса»                                                                    | Перемога                                          | [ 12 ]                                            |                                                   |
| 2016                                              | Премія «Золотий глобус»                           | Найкраща режисерська робота                       | Алехандро Гонсалес Іньярріту                                                            | Перемога                                          | [ 12 ]                                            |                                                   |
| 2016                                              | Премія «Золотий глобус»                           | Найкраща чоловіча роль (драма)                    | Леонардо Ді Капріо                                                                      | Перемога                                          | [ 12 ]                                            |                                                   |
| 2016                                              | Премія «Золотий глобус»                           | Найкраща оригінальна музика до фільму             | Карстен Ніколаї, Рюіті Сакамото                                                         | Номінація                                         | [ 12 ]                                            |                                                   |
| 2016                                              | Премія БАФТА                                      | Найкращий фільм                                   | Стів Голін, Алехандро Гонсалес Іньярріту, Арнон Мілчен, Мері Перент, Кіт Редмон         | Перемога                                          | [ 13 ] [ 14 ]                                     |                                                   |
| 2016                                              | Премія БАФТА                                      | Найкращий режисер                                 | Алехандро Гонсалес Іньярріту                                                            | Перемога                                          | [ 13 ] [ 14 ]                                     |                                                   |
| 2016                                              | Премія БАФТА                                      | Найкраща чоловіча роль                            | Леонардо Ді Капріо                                                                      | Перемога                                          | [ 13 ] [ 14 ]                                     |                                                   |
| 2016                                              | Премія БАФТА                                      | Найкраща операторська робота                      | Еммануель Любецкі                                                                       | Перемога                                          | [ 13 ] [ 14 ]                                     |                                                   |
| 2016                                              | Премія БАФТА                                      | Найкраща музика до фільму                         | Карстен Ніколай, Рюіті Сакамото                                                         | Номінація                                         | [ 13 ] [ 14 ]                                     |                                                   |
| 2016                                              | Премія БАФТА                                      | Найкращий звук                                    | Лон Бендер, Кріс Дьюестердек, Мартін Ернандес, Френк А. Монтано, Джон Тейлор, Ренді Том | Перемога                                          | [ 13 ] [ 14 ]                                     |                                                   |
| 2016                                              | Премія БАФТА                                      | Найкращий грим і зачіска                          | Сіан Грігг, Дункан Джармен, Роберт Пандіні                                              | Номінація                                         | [ 13 ] [ 14 ]                                     |                                                   |
| 2016                                              | Премія БАФТА                                      | Найкращий монтаж                                  | Сенді Павелл                                                                            | Номінація                                         | [ 13 ] [ 14 ]                                     |                                                   |
| 2016                                              | Премія «Оскар»                                    | Найкращий фільм                                   | «Легенда Г'ю Гласса»                                                                    | Номінація                                         | [ 15 ] [ 16 ]                                     |                                                   |
| 2016                                              | Премія «Оскар»                                    | Найкращий режисер                                 | Алехандро Гонсалес Іньярріту                                                            | Перемога                                          | [ 15 ] [ 16 ]                                     |                                                   |
| 2016                                              | Премія «Оскар»                                    | Найкращий актор                                   | Леонардо Ді Капріо                                                                      | Перемога                                          | [ 15 ] [ 16 ]                                     |                                                   |
| 2016                                              | Премія «Оскар»                                    | Найкращий актор другого плану                     | Том Гарді                                                                               | Номінація                                         | [ 15 ] [ 16 ]                                     |                                                   |
| 2016                                              | Премія «Оскар»                                    | Найкращий звуковий монтаж                         | Мартін Ернандес, Лон Бендер                                                             | Номінація                                         | [ 15 ] [ 16 ]                                     |                                                   |
| 2016                                              | Премія «Оскар»                                    | Найкращий виробничий дизайн                       | Джек Фіск, Геміш Парді                                                                  | Номінація                                         | [ 15 ] [ 16 ]                                     |                                                   |
| 2016                                              | Премія «Оскар»                                    | Найкращий звук                                    | Джон Тейлор, Френк А. Монтаньє, Ренді Том, Кріс Дойстердік                              | Номінація                                         | [ 15 ] [ 16 ]                                     |                                                   |
| 2016                                              | Премія «Оскар»                                    | Найкращі візуальні ефекти                         | Річард Макбрайд, Метт Шумуей, Джейсон Сміт, Кемерон Вальдбауер                          | Номінація                                         | [ 15 ] [ 16 ]                                     |                                                   |
| 2016                                              | Премія «Оскар»                                    | Найкращий оператор                                | Еммануель Любецкі                                                                       | Перемога                                          | [ 15 ] [ 16 ]                                     |                                                   |
| 2016                                              | Премія «Оскар»                                    | Найкращий грим та зачіски                         | Шан Грігг, Дункан Джармен, Роберт Пандіні                                               | Номінація                                         | [ 15 ] [ 16 ]                                     |                                                   |
| 2016                                              | Премія «Оскар»                                    | Найкращий дизайн костюмів                         | Жаклін Вест                                                                             | Номінація                                         | [ 15 ] [ 16 ]                                     |                                                   |
| 2016                                              | Премія «Оскар»                                    | Найкращий монтаж                                  | Стівен Мірріоне                                                                         | Номінація                                         | [ 15 ] [ 16 ]                                     |                                                   |